# Barichneumon pulchralis
Barichneumon pulchralis är en stekelart som först beskrevs av Kokujev 1909.  Barichneumon pulchralis ingår i släktet Barichneumon och familjen brokparasitsteklar. Inga underarter finns listade.